# Barwy broni i służb Wojska Polskiego II RP
Barwy broni i służb Wojska Polskiego II RP – opis patek, wypustek, proporczyków i otoków broni i służb Wojska Polskiego II RP.
Powołana w grudniu 1918 roku Komisja Ubiorcza opracowała projekt jednolitego polskiego munduru wojskowego. Celem odróżnienia rodzajów wojsk i służb zastosowano kolorowe patki i wypustki na kołnierzach. Barwy te powtórzono w formie poziomych pasków w odwrotnym układzie barw na rogach kołnierza płaszcza. Podwójne barwy przyznano rodzajom broni, do których w 1919 roku zaliczano piechotę, jazdę, artylerię i wojska techniczne, lotnictwo, straż graniczną, żandarmerię, wojska taborowe i lekarzy wojskowych. Służby otrzymały patki barwy munduru z kolorowymi wypustkami i emblematami służby.
Przy ustalaniu koloru patek i wypustek uwzględniano tradycje wojskowego ubioru narodowego. Karmazynowe wypustki przy granatowych patkach generałów i oficerów Sztabu Generalnego nawiązywały do barw wyłogów i kołnierzy mundurów generalskich od czasów Sejmu Czteroletniego. Granatowe patki piechoty z żółtą wypustką symbolicznie nawiązywały do munduru i wyłogów regimentów piechoty powstania kościuszkowskiego i listopadowego. Karmazynowe patki ułanów, karmazynowe z ciemnozieloną wypustką strzelców konnych i ciemnozielone patki z czarną wypustką artylerii oraz czarne z pasową wypustką saperów nawiązywały do barw mundurów i wyłogów tych formacji od XVIII wieku po 1831 rok.
W 1921 roku przywrócono oficjalnie barwne proporczyki w broniach jezdnych

## Barwy patek, wypustek, proporczyków, otoków, spodni i lampasów na spodniach
| Grafika    | Opis |
| ---------- | --- |
|            | Generałowie Łapka granatowa, wypustka karmazynowa. Karmazynowe wypustki przy granatowych łapkach generałów i oficerów Sztabu Generalnego nawiązywały do barw wyłogów i kołnierzy wszystkich mundurów generalskich od czasów Sejmu Wielkiego. |
|            | Piechota, Strzelcy podhalańscy Łapka granatowa, wypustka żółta (słonecznikowa). W granatowej barwie łapek piechoty z żółtą wypustką utrwalone zostały symbolicznie dawne barwy munduru i wyłogów najdzielniejszych regimentów i pułków piechoty od powstania kościuszkowskiego po obronę Warszawy w 1831 Otok jasnogranatowy Spodnie ciemnogranatowe, lampasy żółte (słonecznikowe), wypustki żółte (słonecznikowe)                 |
|            | Piechota Korpusu Ochrony Pogranicza Łapka granatowa, wypustka ciemnozielona. Otok granatowy |
|            | Bataliony strzelców i manewrowe Łapka granatowa, wypustka seledynowa |
|            | Bataliony ciężkich karabinów maszynowych Łapka granatowa, wypustka amarantowa |
|            | Ułani Łapka karmazynowa. Karmazynowe patki ułanów (zamiast proporczyków) nawiązywały do dawnych barw mundurów i wyłogów tych formacji od XVIII wieku po 1831. |
|            | Szwoleżerowie Łapka karmazynowa, wypustka biała |
|            | Strzelcy konni Łapka karmazynowa, wypustka ciemnozielona. Karmazynowe patki (zamiast proporczyków) z ciemnozieloną wypustką strzelców konnych nawiązywały do dawnych barw mundurów i wyłogów tych formacji od XVIII wieku po 1831. |
|            | Jazda tatarska Łapka karmazynowa, wypustka jasnoniebieska. Na patce godło w formie półksiężyca z wpisaną gwiazdką. |
|            | Artyleria Łapka ciemnozielona, wypustka czarna. Ciemnozielone łapki z czarną wypustką artylerii nawiązywały do dawnych barw mundurów i wyłogów tych formacji od XVIII wieku po 1831 . Otok ciemnozielony Spodnie ciemnozielone, lampasy szkarłatne, wypustka szkarłatna |
|            | Artyleria lekka Łapka ciemnozielona, wypustka czarna |
|            | Artyleria ciężka W 1919 roku łapka ciemnozielona, wypustka czarna Łapka ciemnozielona, wypustka czerwona(wypustka szkarłatna) |
|            | Artyleria przeciwlotnicza Łapka ciemnozielona, wypustka żółta (wypustka ciemnożółta) |
|            | Artyleria najcięższa Łapka ciemnozielona, wypustka malinowa |
|            | Artyleria górska Łapka ciemnozielona, wypustka czarna |
|            | Artyleria pomiarowa (1 i 2 Dywizjon Pomiarów Artylerii) Łapka ciemnozielona, wypustka biała |
|            | Artyleria konna W 1919 łapka ciemnozielona, wypustka karmazynowa. W 1920 proporczyk czarno-amarantowy. W 1927 roku proporczyk czarno-szkarłatny. Otok czarny. |
|            | Artyleria zmotoryzowana Proporczyk czarno-pomarańczowy |
|            | Saperzy (bataliony maszynowe i mostowe) W 1919 roku łapka czarna, wypustka pąsowa. Czarne łapki z pąsową wypustką saperów nawiązywały do dawnych barw mundurów i wyłogów tych formacji od XVIII wieku po 1831. Otok czarny Spodnie ciemnozielone, lampasy malinowe, wypustka malinowa |
|            | Pułki saperów (bataliony mostowe, elektr.) Łapka czarna, wypustka szkarłatna |
|            | Pułki saperów kolejowych Łapka czarna, wypustka wiśniowa |
|            | Łączność (bataliony łączności i pułki radiotechniczne) W 1919 łapka czarna, wypustka jasnoniebieska. Łapka czarna, wypustka chabrowa. Otok czarny. Spodnie ciemnozielone, lampasy chabrowe, wypustka chabrowa. |
|            | Lotnictwo W 1919 łapka żółta. Łapka ciemnożółta. Otok ciemnożółty. Spodnie niebieskie, lampasy ciemnożółte, wypustka ciemnożółta. |
|            | Służba uzbrojenia Łapka szmaragdowa, wypustka czarna |
|            | Służba intendentury W 1919 patka barwy kurtki, wypustka jasnoniebieska. W 1920 patka barwy kurtki, wypustka karmazynowa. Łapka szafirowa, wypustka wiśniowa. |
|            | Lekarze Łapka wiśniowa, wypustka granatowa |
|            | Aptekarze Łapka wiśniowa, wypustka chabrowa |
|            | Dentyści Łapka wiśniowa, wypustka błękitna |
|            | Lekarze weterynarii Łapka wiśniowa, wypustka ciemnozielona |
|            | Żandarmeria W 1919 łapka pąsowa (jaskrawo-jasna), wypustka żółta. Sznury naramienne żółte. W 1927 łapka turkusowa, wypustka amarantowa. Zmienione Dz.Rozk. 29/27 na łapki szkarłatne i wypustki żółte. Otok szkarłatny. Spodnie ciemnogranatowe, lampasy szkarłatne, wypustka żółta. |
|            | Służba sprawiedliwości Łapka malinowa, wypustka czarna |
|            | Korpus kontroli Łapka czarna, wypustka szkarłatna |
|            | Korpus oświatowy Łapka różowa, wypustka błękitna |
|            | Korpus geografów W 1919 łapka w barwie kurtki, wypustka pąsowa Łapka czarna, wypustka biała |
|            | Kapelani wojskowi W 1919 łapka barwy kurtki, wypustka fioletowa. Łapka fioletowa |
|            | Kapelmistrzowie Łapka granatowa |
|            | Tabory W 1919 łapka czekoladowo-brązowa, wypustka jasnoniebieska. Łapka błękitna, wypustka brunatna. Od 1930 proporczyk błękitny (kawaleryjski). Otok błękitny. Spodnie ciemnogranatowe, lampasy błękitne, wypustka amarantowa. |
|            | Pociągi pancerne w 1919 roku łapka czarna bez wypustki. Od 1927 roku łapka ciemnozielona, wypustka wiśniowa. Od 1930 roku proporczyki trójkątne, czarne z pomarańczowym paskiem. Otok czarny. |
|            | Czołgi Łapka ciemnozielona, wypustka czarna Od 1927 roku łapka granatowa, wypustka czarna. Od 1930 proporczyki trójkątne, czarno - pomarańczowe. Otok pomarańczowy. Spodnie ciemnogranatowe, lampasy pomarańczowe, wypustka pomarańczowa. |
|            | Samochody pancerne W 1919 roku łapka czarna, wypustka żółta. Od 1927 roku proporczyki typu kawaleryjskiego, czarno - pomarańczowe. Otok czarny. Spodnie ciemnogranatowe, lampasy pomarańczowe, wypustka pomarańczowa. |
| przykłady: | Oficerowie administracyjni Łapka brunatna, wypustka przypisana do rodzaju wojsk: - piechota - granatowa - kawaleria - amarantowa - artyleria - ciemnozielona - inżynieria - czarna - lotnictwo - ciemnożółta - uzbrojenie - szmaragdowa - intendentura - szafirowa - służba zdrowia - wiśniowa - żandarmeria - turkusowa. Zmienione Dz.Rozk. 29/27 na szkarłatną. - służba sprawiedliwości - malinowa - grupa kontroli - szkarłatna |